# Donald Cerrone
Donald Cerrone (ur. 29 marca 1983 w Denver) – amerykański zawodnik mieszanych sztuk walki (MMA) i były kickboxer. Były zawodnik UFC w wadze półśredniej.

## Życiorys
Urodził się w Denver w stanie Kolorado i jest z pochodzenia Irlandczykiem oraz Włochem. W młodym wieku zdiagnozowano u niego zaburzenia koncentracji uwagi, ale nigdy nie był na nie leczony. Dorastając, często wdawał się w bójki.
Uczęszczał do Air Academy High School, gdzie rozpoczął profesjonalną jazdę na byku. Po rozwodzie rodziców zamieszkał z dziadkami. W wieku 20 lat rozpoczął treningi kick-boxingu, a później muay thai. Po wygraniu kilku zawodów w kickboxingu, Cerrone rozpoczął karierę w mieszanych sztukach walki (MMA).

## Życie prywatne
Wraz z jego narzeczona Lindsay mają syna, Dacsona Dangera Cerrone, urodzonego 29 czerwca 2018 r. W Walentynki 2020 ujawnił, że spodziewają się drugiego dziecka. 1 września 2020 roku para powitała na świecie swojego drugiego syna, Riota Rivera Cerrone.
Jest dobrym znajomym z twórca It’s Always Sunny in Philadelphia Robem McElhenney, który trenował w jego klubie BMF. Cerrone wystąpił u boku Paula Feldera i Dany White’a w odcinku 12 sezonu Wolf Cola: A Public Relations Nightmare.
Donald ma rolę w filmie Netflixa z 2020 roku Spenser Confidential.
19 grudnia 2021 r. Cerrone miał wziąć udział w swoim pierwszym profesjonalnym pojedynku na zasadach grapplingu z Craigiem Jonesem zgodnie z zestawem reguł Combat Jiu-Jitsu podczas edycji wagi piórkowej Mistrzostw Świata CJJ.

## Klub Ranczo BMF
W 2014 roku założył klub MMA w swoim ranczu w Edgewood, w Nowym Meksyku, aby obniżyć koszty obozów treningowych, goszcząc swoich partnerów treningowych w posiadłości. Trenerzy tacy jak Brandon Gibson, Jafari Vanier, czy Jonavin Webb zazwyczaj przebywali w klubie z takimi zawodnikami jak Lando Vannata, John Dodson czy Leonard Garcia.

## Osiągnięcia

### Mieszane sztuki walki
- 2009: Walka Roku według MMAFighting.com
- 2009: Walka Roku według Sherdog Awards
- 2009: Walka Roku według Sports Illustrated
- 2014: Zawodnik Roku według The MMA Corner.com
- 2014: Nokaut Stycznia według MMAJunkie.com
- 2014: Nokaut Lipca według MMAJunkie.com
- 2014: King of Violence Award według HOV-MMA.com
- 3x Walka Wieczoru
- 3x Nokaut Wieczoru
- 2x Poddanie Wieczoru
- 4x Występ Wieczoru

### Kick-boxing
- 2006: mistrz S-1 w wadze lekkiej (-73,4 kg/162 lb)
- mistrz Dominion Warrior Inc w wadze lekkiej (-73,4 kg/162 lb)
- amatorski mistrz Kickdown Classic w wadze półśredniej
- amatorski mistrz International Sport Karate Association Stanu Colorado w wadze średniej (-75 kg/165 lb)

## Lista walk w MMA
| Wynik     | Bilans    | Przeciwnik                 | Rozstrzygnięcie                                      | Runda | Czas | Rozgrywki                                    | Data       | Miejsce       | Uwagi |
| --------- | --------- | -------------------------- | ---------------------------------------------------- | ----- | ---- | -------------------------------------------- | ---------- | ------------- | --- |
| Przegrana | 36-17 (2) | Jim Miller (34-16)         | Poddanie (duszenie gilotynowe)                       | 2     | 1:32 | UFC 276                                      | 02.07.2022 | Las Vegas     | |
| Przegrana | 36–16 (2) | Alex Morono (18-7)         | TKO (ciosy pięściami)                                | 1     | 4:40 | UFC Fight Night: Rodriguez vs. Waterson      | 08.05.2021 | Las Vegas     | |
| Nieodbyta | 36-15 (2) | Niko Price (14-4)          | No contest                                           | 3     | 5:00 | UFC Fight Night: Covington vs. Woodley       | 19.09.2020 | Las Vegas     | Price’owi odjęto jeden punkt w 1 rundzie za powtarzające się uderzenia w oczy. Pierwotnie większościowy remis; unieważniony po pozytywnym wyniku testu na obecność marihuany u Price’a |
| Przegrana | 36-15 (1) | Anthony Pettis (22-10)     | Decyzja (jednogłośna)                                | 3     | 5:00 | UFC 249                                      | 09.05.2020 | Jacksonville  | |
| Przegrana | 36-14 (1) | Conor McGregor (21-4)      | TKO (ciosy pięściami)                                | 1     | 0:40 | UFC 246                                      | 18.01.2020 | Las Vegas     | Main Event |
| Przegrana | 36-13 (1) | Justin Gaethje (20-2)      | TKO (prawy sierpowy oraz ciosy pięściami w parterze) | 1     | 4:18 | UFC Fight Night: Cowboy vs. Gaethje          | 14.09.2019 | Vancouver     | Main Event |
| Przegrana | 36-12 (1) | Tony Ferguson (24-3)       | TKO (przerwanie przez lekarza)                       | 2     | 5:00 | UFC 238                                      | 08.06.2019 | Chicago       | Bonus za walkę wieczoru |
| Wygrana   | 36-11 (1) | Al Iaquinta (14-4-1)       | Decyzja (jednogłośna)                                | 5     | 5:00 | UFC Fight Night: Cerrone vs Al Iaquinta      | 04.05.2019 | Ottawa        | Bonus za walkę wieczoru |
| Wygrana   | 35-11 (1) | Alexander Hernandez (10-1) | TKO (wysokie kopnięcie i ciosy)                      | 2     | 3:43 | UFC Fight Night: Cejudo vs. Dillashaw        | 16.01.2019 | New York      | |
| Wygrana   | 34-11 (1) | Mike Perry (12-3)          | Poddanie (dźwignia prosta na staw łokciowy)          | 1     | 4:46 | UFC Fight Night: Korean Zombie vs. Rodríguez | 10.11.2018 | Denver        | Bonus za występ wieczoru |
| Przegrana | 33-11 (1) | Leon Edwards (15-3)        | Decyzja (jednogłośna)                                | 5     | 5:00 | UFC Fight Night: Cowboy vs. Edwards          | 23.06.2018 | Kallang       | |
| Wygrana   | 33-10 (1) | Yancy Medeiros (15-4)      | TKO (ciosy pięściami)                                | 1     | 4:58 | UFC Fight Night: Cerrone vs. Medeiros        | 18.02.2018 | Austin        | |
| Przegrana | 32-10 (1) | Darren Till (15-0-1)       | KO (Seria ciosów)                                    | 1     | 4:20 | UFC Fight Night: Cerrone vs. Till            | 21.10.2017 | Gdańsk/Sopot  | |
| Przegrana | 32-9 (1)  | Robbie Lawler (27-11)      | Decyzja (jednogłośna)                                | 3     | 5:00 | UFC 213                                      | 08.07.2017 | Las Vegas     | |
| Przegrana | 32-8 (1)  | Jorge Masvidal (31-11)     | KO (prawy sierpowy + seria ciosów)                   | 2     | 1:00 | UFC on FOX: Shevchenko vs. Peña              | 28.01.2017 | Denver        | |
| Wygrana   | 32-7 (1)  | Matt Brown (20-15)         | KO (kopnięcie okrężne w głowę)                       | 3     | 0:44 | UFC 206                                      | 10.12.2016 | Toronto       | |
| Wygrana   | 31-7 (1)  | Rick Story (19-8)          | TKO (kombinacja ciosów i wysokie kopnięcie)          | 2     | 2:02 | UFC 202                                      | 20.08.2016 | Las Vegas     | Bonus za występ wieczoru |
| Wygrana   | 30-7 (1)  | Patrick Côté (23-9)        | TKO (ciosy pięściami)                                | 3     | 2:35 | UFC Fight Night: MacDonald vs. Thompson      | 18.06.2016 | Ottawa        | Bonus za występ wieczoru |
| Wygrana   | 29-7 (1)  | Alex Oliveira (14-3-1)     | Poddanie (duszenie trójkątne rękoma)                 | 1     | 2:33 | UFC Fight Night: Cowboy vs. Cowboy           | 21.02.2016 | Pittsburgh    | Debiut w wadze półśredniej, Bonus za występ wieczoru |
| Przegrana | 28-7 (1)  | Rafael dos Anjos (24-7)    | TKO (kopnięcie w korpus i ciosy pięściami)           | 1     | 1:06 | UFC on Fox: dos Anjos vs. Cerrone 2          | 10.12.2015 | Orlando       | Pojedynek o pas mistrza UFC w wadze lekkiej |
| Wygrana   | 28-6 (1)  | John Makdessi (13-3)       | KO (wysokie kopnięcie na głowę)                      | 2     | 4:44 | UFC 187                                      | 23.05.2015 | Las Vegas     | |
| Wygrana   | 27-6 (1)  | Benson Henderson (21-4)    | Decyzja (jednogłośna)                                | 3     | 5:00 | UFC Fight Night: McGregor vs. Siver          | 18.01.2015 | Boston        | |
| Wygrana   | 26-6 (1)  | Myles Jury (15-0)          | Decyzja (jednogłośna)                                | 3     | 5:00 | UFC 182                                      | 03.01.2015 | Las Vegas     | |
| Wygrana   | 25-6 (1)  | Eddie Alvarez (25-3)       | Decyzja (jednogłośna)                                | 3     | 5:00 | UFC 178                                      | 27.09.2014 | Las Vegas     | |
| Wygrana   | 24-6 (1)  | Jim Miller (24-4)          | KO (wysokie kopnięcie na głowę)                      | 3     | 5:00 | UFC Fight Night: Cerrone vs. Miller          | 16.07.2014 | Atlantic City | Bonus za występ wieczoru |
| Wygrana   | 23-6 (1)  | Edson Barboza (13-1)       | Poddanie (duszenie zza pleców)                       | 1     | 3:15 | UFC on Fox: Werdum vs. Browne                | 19.04.2014 | Orlando       | Bonus za występ wieczoru |
| Wygrana   | 22-6 (1)  | Adriano Martins (25-6)     | KO (wysokie kopnięcie na głowę)                      | 1     | 4:40 | UFC on Fox: Werdum vs. Browne                | 25.01.2014 | Chicago       | Bonus za nokaut wieczoru |
| Wygrana   | 21-6 (1)  | Evan Dunham (14-4)         | Poddanie (duszenie trójkątne rękoma)                 | 2     | 3:49 | UFC 167                                      | 16.11.2013 | Las Vegas     | Bonus za poddanie wieczoru |
| Przegrana | 20-6 (1)  | Rafael dos Anjos (19-6)    | Decyzja (jednogłośna)                                | 3     | 5:00 | UFC Fight Night: Condit vs. Kampmann 2       | 28.08.2013 | Indianapolis  | |
| Wygrana   | 20-5 (1)  | K.J. Noons (11-6)          | Decyzja (jednogłośna)                                | 3     | 5:00 | UFC 160                                      | 25.05.2013 | Las Vegas     | |
| Przegrana | 19-5 (1)  | Anthony Pettis (15-2)      | TKO (kopnięcie w korpus)                             | 1     | 2:35 | UFC on Fox: Johnson vs. Dodson               | 26.01.2013 | Chicago       | |
| Wygrana   | 19-4 (1)  | Melvin Guillard (30-10-2)  | KO (wysokie kopnięcie na głowę i ciosy pięściami)    | 1     | 1:16 | UFC 150                                      | 11.08.2012 | Denver        | Limit wagowy 72 kg, Guillard nie wykonał wagi, Bonus za nokaut i walkę wieczoru |
| Wygrana   | 18-4 (1)  | Jeremy Stephens (20-7)     | Decyzja (jednogłośna)                                | 3     | 5:00 | UFC on Fuel TV: Korean Zombie vs. Poirier    | 15.05.2012 | Fairfax       | |
| Przegrana | 17-4 (1)  | Nate Diaz (14-7)           | Decyzja (jednogłośna)                                | 3     | 5:00 | UFC 141                                      | 30.12.2011 | Las Vegas     | Bonus za walkę wieczoru |
| Wygrana   | 17-3 (1)  | Dennis Siver (19-7)        | Poddanie (duszenie zza pleców)                       | 1     | 2:22 | UFC 137                                      | 29.10.2011 | Las Vegas     | Bonus za poddanie wieczoru |
| Wygrana   | 16-3 (1)  | Charles Oliveira (14-1)    | TKO (ciosy pięściami)                                | 1     | 3:01 | UFC Live: Hardy vs. Lytle                    | 18.08.2011 | Milwaukee     | Bonus za nokaut wieczoru |
| Wygrana   | 15-3 (1)  | Vagner Rocha (6-1)         | Decyzja (jednogłośna)                                | 3     | 5:00 | UFC 131                                      | 11.06.2011 | Vancouver     | |
| Wygrana   | 14-3 (1)  | Paul Kelly (12-3)          | Poddanie (duszenie zza pleców)                       | 2     | 3:48 | UFC 126                                      | 05.02.2011 | Las Vegas     | Bonus za walkę wieczoru |
| Wygrana   | 13-3 (1)  | Chris Horodecki (16-2)     | Poddanie (duszenie trójkątne rękoma)                 | 2     | 2:43 | WEC 53                                       | 16.12.2010 | Glendale      | |
| Wygrana   | 12-3 (1)  | Jamie Varner (16-3-1)      | Decyzja (jednogłośna)                                | 3     | 5:00 | WEC 51                                       | 30.09.2010 | Broomfield    | Bonus za walkę wieczoru |
| Przegrana | 11-3 (1)  | Benson Henderson (11-1)    | Poddanie (duszenie gilotynowe)                       | 1     | 1:57 | WEC 48                                       | 24.04.2010 | Sacramento    | Pojedynek o pas mistrza WEC w wadze lekkiej |
| Wygrana   | 11-2 (1)  | Ed Ratcliff (7-1)          | Poddanie (duszenie zza pleców)                       | 3     | 3:47 | WEC 45                                       | 19.12.2009 | Las Vegas     | Bonus za walkę wieczoru |
| Przegrana | 10-2 (1)  | Benson Henderson (9-1)     | Decyzja (jednogłośna)                                | 5     | 5:00 | WEC 43                                       | 19.10.2009 | San Antonio   | Pojedynek o tymczasowy pas mistrza WEC w wadze lekkiej |
| Wygrana   | 10-1 (1)  | James Krause (10-0)        | Poddanie (duszenie zza pleców)                       | 1     | 4:38 | WEC 41                                       | 07.06.2009 | Sacramento    | |
| Przegrana | 9-1 (1)   | Jamie Varner (15-2)        | Techniczna decyzja (niejednogłośna)                  | 5     | 3:10 | WEC 38                                       | 25.01.2009 | San Diego     | Pojedynek o pas mistrza WEC w wadze lekkiej, walka wieczoru |
| Wygrana   | 9-0 (1)   | Rob McCullough (16-4)      | Decyzja (jednogłośna)                                | 3     | 5:00 | WEC 36                                       | 05.11.2008 | Hollywood     | Eliminator do walki pas mistrza WEC w wadze lekkiej, walka wieczoru |
| Wygrana   | 8-0 (1)   | Danny Castillo (5-0)       | Poddanie (dźwignia prosta na staw łokciowy)          | 1     | 1:30 | WEC 34                                       | 01.06.2008 | Sacramento    | |
| Nieodbyta | 7-0 (1)   | Kenneth Alexander (5-2)    | No contest                                           | 1     | 0:56 | WEC 30                                       | 05.09.2007 | Las Vegas     | Pierwotnie wygrana Cerrone przez poddanie. Zmienione na No contest z powodu pozytywnego wyniku testu antydopingowego                                                                   |
| Wygrana   | 7-0       | Yasunori Kanehara (0-3-1)  | Poddanie (duszenie trójkątne rękoma)                 | 2     | 2:46 | Greatest Common Multiple: Cage Force 3       | 09.06.2007 | Tokio         | |
| Wygrana   | 6-0       | Anthony Njokuani (7-0)     | Poddanie (duszenie trójkątne rękoma)                 | 1     | 4:40 | Ring of Fire 29: Aftershock                  | 28.04.2007 | Broomfield    | |
| Wygrana   | 5-0       | Ryan Roberts (4-0)         | Poddanie dźwignia (prosta na staw łokciowy)          | 1     | 1:49 | Ring of Fire 28: Evolution                   | 16.02.2007 | Broomfield    | |
| Wygrana   | 4-0       | Jesse Brock (2-1)          | Poddanie (duszenie trójkątne rękoma)                 | 1     | 1:35 | Ring of Fire 26: Relentless                  | 09.09.2006 | Castle Rock   | |
| Wygrana   | 3-0       | Craig Tennant (0-0)        | Poddanie (dźwignia prosta na staw łokciowy)          | 1     | 1:26 | Ring of Fire 24: Integrity                   | 17.06.2006 | Castle Rock   | |
| Wygrana   | 2-0       | Cruz Chacon (7-12-1)       | Poddanie (duszenie trójkątne rękoma)                 | 2     | 2:25 | American Championship Fighting: Genesis      | 24.02.2006 | Denver        | |
| Wygrana   | 1-0       | Nate Mohr (3-2)            | Poddanie (duszenie trójkątne rękoma)                 | 1     | 1:42 | Ring of Fire 21: Full Blast                  | 11.02.2006 | Castle Rock   | Debiut w MMA |